# Y (rijeka)
Y (rus. Ы) je rijeka na sjeveru Rusije, lijevi pritok Vaške. Teče na području Arhangelske oblasti i Republike Komi otprilike istočno od svog izvora u Verhnetojemskom rajonu. Duga je 48 km.
Glavni pritoci su Ročvož (Рочвож), Sočempeljenjelj (Сотчемпеленъель), Myketesjolj (Мыкетесъёль) i Myttes (Мыттес).